# Центральний контргамбіт
Центральний контргамбіт — шаховий дебют, який починається ходами:

1. e2-e4 e7-e5

2. Kg1-f3 d7-d5.
Відноситься до відкритих дебютів. Малодосліджений дебют, рідко зустрічається в гросмейстерських турнірах.
Багато теоретиків критично ставляться до другого ходу чорних, вважаючи його недостатнім засобом для рівняння гри, внаслідок чого білі отримують кращу позицію. Інші дослідники шахів (Давид Бронштейн, наприклад), навпаки, розцінюють даний дебют позитивно, так як він веде до гострої гри, в ході якої можуть виникнути нестандартні позиції, незнайомі менш досвідченому супернику, що дає чорним непогані шанси на успіх.

## Варіанти
- 3. e4: d5 Сf8-d6 - Гамбіт Мароці

## Приклад
NN — Бронштейн, 1954
1. e2-e4 e7-e5 2. Kg1-f3 d7-d5 3. Kf3-e5 d5:e4 4. Cf1-c4 Фd8-g5 5. Cc4:f7+ Kpe8-e7 6. Фd1-h5 Фg5:g2 7. Cf7:g8 Фg2:h1+ 8. Kpe1:e2 Лh8:g8 9. Фh5-f7+ Kpe7-d6 10. Фf7xg8 Kpd6:e5 11. Фg8:f8 Cc8-g4+ 12. Kpe2-e3 Фh1-e1х 0-1